# تريس كاراكوس
تريس كاراكوس (بالإنجليزية: Três Corações)‏ (تلفظ برتغالي: ‎/ˈtɾe(j)s koɾaˈsõjs/‏ وتعني ثلاث قلوب) هي بلدية في جنوب ولاية ميناس جيرايس في البرازيل . في عام 2020 ، قدر عدد سكان المدينة بـ 80،032 نسمة ، ما يجعلها واحدة من أكبر المدن في جنوب ميناس جيرايس. تقع المدينة جغرافيًا بالقرب من مركز تلاقي ثلاث من أكبر المناطق الحضرية في البرازيل ( بيلو هوريزونتي وريو دي جانيرو وساو باولو ) ، مما يجعلها مركزًا استراتيجيًا للتجارة. تشتهر المدينة عالميًا بكونها مسقط رأس أسطورة كرة القدم بيليه .

## الاقتصاد
تلعب تربية الماشية دورًا مهمًا في الاقتصاد ، وبالأخص تربية أبقار الألبان واللحوم. المنتجات الزراعية الرئيسية هي البن والذرة والبطاطس والفول والأرز والفواكه الإقليمية. ويستخلص من الأرض حجر ساو تومي ، الذي يستخدم في البناء المدني.
هناك صناعات خفيفة تنتج لعب الأطفال وإشارات الطرق والأسمدة والجلود ومنتجات الألبان والعجلات الفولاذية للسيارات وعجلات الألمنيوم والأسلاك النحاسية وأغذية الحيوانات وغيرها.

## حدود المدينة والمسافات

### حدود البلدية
- الشمال - فارجينها وكارمو دا كاتشويرا
- الجنوب - Conceição do Rio Verde و Cambuquira
- الشرق - ساو بينتو أباد وساو تومي داس ليتراس
- الغرب - كامبانها ومونسنهور باولو.

### المسافات إلى مدن أخرى
- فارجينها : 30 كم
- ساو لورينسو : 93 كم
- بوسو أليجري : 112 كم
- جويز دي فورا : 272 كم
- بيلو هوريزونتي : 287 كم
- ساو باولو : 295 كم
- ريو دي جانيرو : 360 كم

## روابط خارجية
- موقع مجلس مدينة Três Corações
- مقال City Brazil عن Três Corações